# Ormocerus
Ormocerus is een geslacht van vliesvleugeligen uit de familie Pteromalidae. De wetenschappelijke naam van dit geslacht is voor het eerst geldig gepubliceerd in 1834 door Walker.

## Soorten
Het geslacht Ormocerus omvat de volgende soorten:
- Ormocerus americanus Dzhanokmen & Grissell, 2003
- Ormocerus latus Walker, 1834
- Ormocerus vernalis Walker, 1834